# Heinkel He 178
Heinkel He 178 – pierwszy na świecie samolot z napędem turboodrzutowym. Pierwszy lot odbył 27 sierpnia 1939 r.

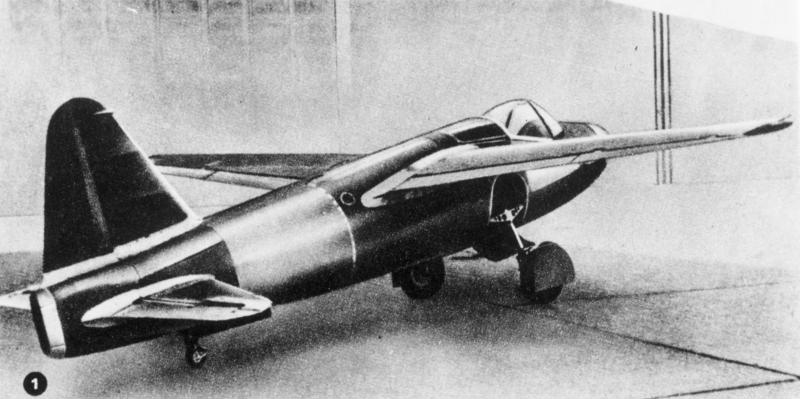
He 178

Prace rozwojowe przy He 178 były wyłącznie finansowane jako projekt firmy Ernst Heinkel Flugzeugwerke w Warnemünde (Niemcy), który osobiście nadzorował Ernst Heinkel; jego pasją był rozwój nowych technologii w budowie silników samolotowych nowej generacji.
Pilotem w pierwszym locie He 178 był Erich Warsitz.
W porównaniu do eksploatowanych wówczas samolotów z napędem silnikami tłokowymi prototyp He 178 wykazywał znaczny wzrost prędkości maksymalnej. Jednak urzędnicy z ministerstwa lotnictwa Rzeszy (Reichsluftfahrtministerium RLM) nie wykazali zainteresowania ani nową koncepcją samolotu, ani dalszym rozwojem projektu.
Zebrane doświadczenia zostały później wykorzystane przy pracach rozwojowych nad Me 262 i Heinkel He 280.